# BLS RABe 528
,
Le RABe 528 un modèle d'automotrice électrique produit par le constructeur suisse Stadler Rail, faisant partie de la gamme Stadler FLIRT. Cette série est conçue exclusivement pour les besoins de l'entreprise suisse BLS.

## Histoire
En mai 2017, BLS a décidé d'acquérir 58 nouvelles automotrices auprès de Stadler Rail dont 30 rames pour le trafic RegioExpress/InterRegio et 28 rames pour les lignes du RER bernois. Cette décision est intervenue à la suite d'un appel d'offres auquel Siemens avec également répondu. Cet investissement, s'élevant à 650 millions de francs suisses, vise à remplacer 43 rames de type VU III, RBDe 565 et RBDe 566 II de 2021 à 2026.
La première automotrice MIKA est sortie des usines Stadler début septembre 2020 pour une mise en service en mai 2021 sur l'axe IR 66 reliant Berne à la Chaux-de-Fonds,,,. La dernière unité de type InterRegio/RegioExpress a été livrée en mai 2023.
Le BLS a annoncé à la fin du mois de janvier 2024 avoir commandé sept automotrices supplémentaires de type InterRegio/RegioExpress pour exploiter la nouvelle ligne IR 56 (Bienne - Bâle) en coopération avec les CFF à partir de l'horaire 2025,. 

## Description

### Généralités

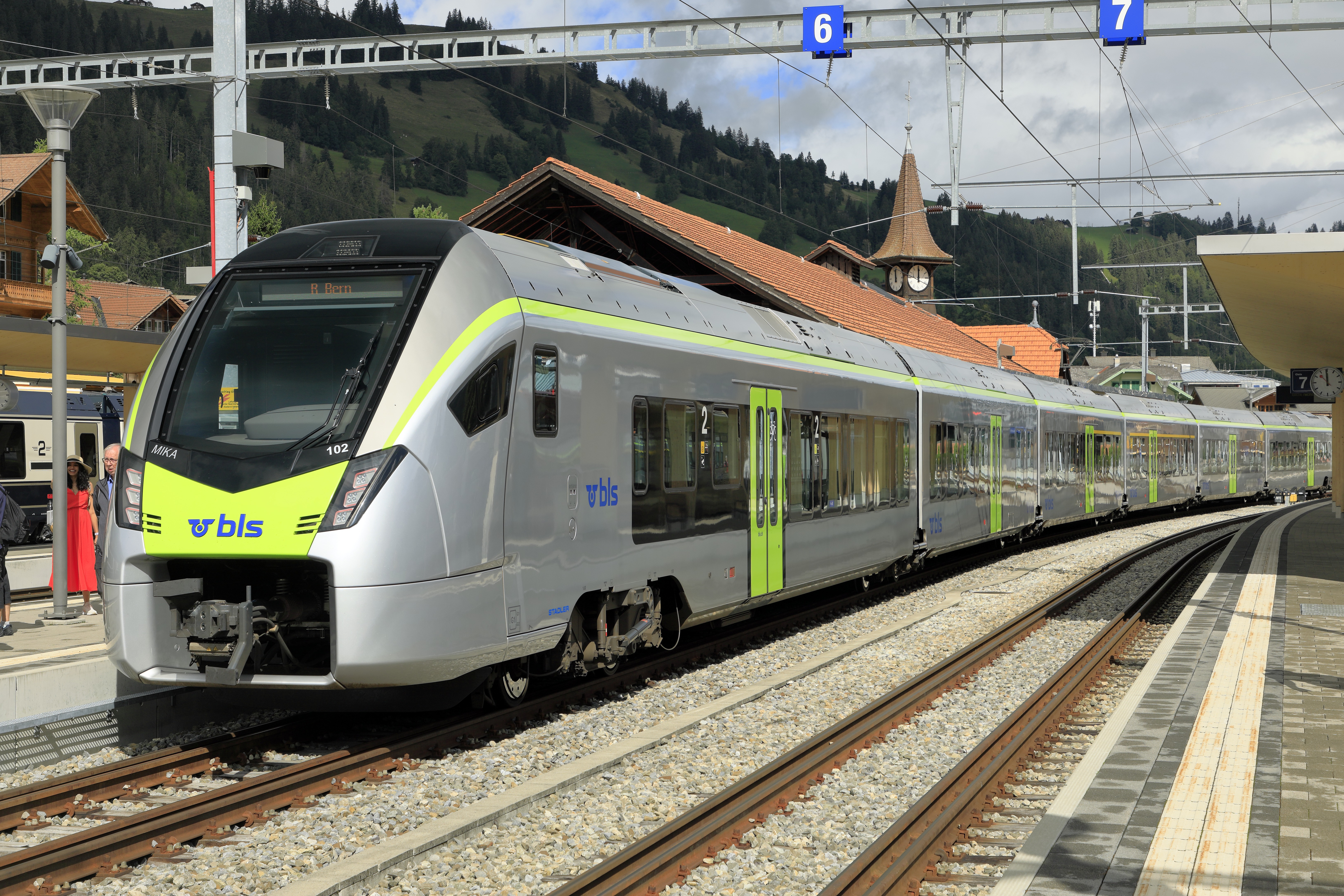
Rame no 102 en gare de Zweisimmen.

Cette série de trains fait partie de la famille FLIRT et est la première de la famille à être produite pour le BLS. Elles sont produites avec une porte par flanc pour la version InterRegio/RegioExpress et avec deux portes par flanc pour la version RER.
Ces trains sont les premiers de Suisse à être équipés du système de protection ETCS GUARDIA développé par Stadler Rail.

### Caractéristiques techniques
Ce train, réversible comme la plupart des rames automotrices, a une composition indéformable de 6 voitures reliées entre elles par des bogies jacobs avec une traction répartie sur les bogies motorisés en tête et en queue. Les voitures d'extrémité sont chacune équipées d'une cabine de conduite.

### Intérieur

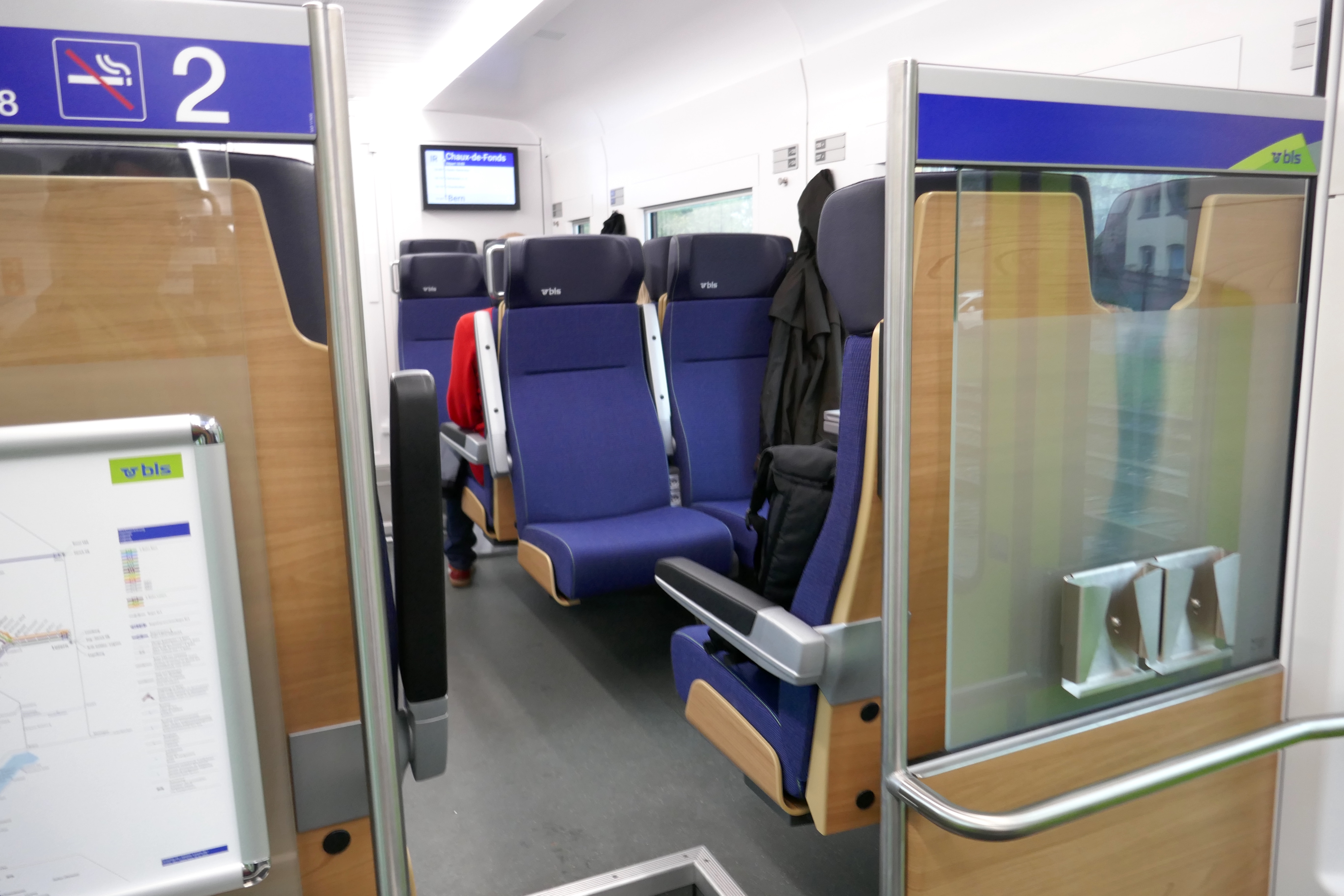
Intérieur d'une voiture de seconde classe dans la rame no 116 circulant sur un InterRegio reliant Berne à la Chaux-de-Fonds.

L'aménagement intérieur des trains RABe 528 correspond à celui de la famille Stadler FLIRT. Ces rames peuvent accueillir jusqu'à 275 personnes assises grâce à 244 sièges et 31 strapontins en version InterRegio/RegioExpress et 235 places grâce à 223 sièges et 12 strapontins en version RER.
Les voitures sont équipées de planchers bas accessibles aux personnes à mobilité réduite ainsi que d'espaces destinés à l'accueil de ces personnes handicapées. On y trouve à la fois des sièges classiques et des strapontins dans les couloirs les plus étroits. Des espaces sont disponibles au-dessus des sièges afin d'y déposer d'éventuelles valises et autres sacs ou bagages.
L'information pour les voyageurs est assurée dans le train par des écrans à cristaux liquides qui indiquent le numéro du train, la gare de destination et le prochain arrêt. Des annonces vocales sont également diffusées à bord au fil du trajet.
Ces rames offrent en version InterRegio/RegioExpress une offre de restauration par le biais de distributeurs automatiques.

## Service
Le BLS RABe 528 a été mis en service pour la première fois en mai 2021 sur la ligne IR 66 entre Berne et la Chaux-de-Fonds avant généralisation sur les autres lignes InterRegio et RegioExpress du BLS. La mise en service des automotrices MIKA sur l’entièreté de la ligne RegioExpress de Berne à Domodossola a été retardée en raison de l'échec des négociations pour un nouvel accord-cadre entre la Suisse et l'Union Européenne. Un processus de validation des nouvelles rames en Italie, plus long que prévu, a dû être mis en œuvre, ce qui a néanmoins permis leur mise en service jusqu'en Italie à partir du changement d'horaire du 10 décembre 2023. En attendant, les voyageurs devaient changer de train en gare de Brigue pour emprunter un train de type NINA jusqu'à Domodossola. La mise en service de ces nouvelles automotrices a permis de systématiser l'arrêt en gare de Preglia,.
Sept nouvelles rames, commandées en janvier 2024, devraient entrer en service pour l'horaire 2025 sur une nouvelle ligne InterRegio reliant Bienne à Bâle,.